# Nemrut-hegy
A 2134 méter magas Nemrut-hegy (más néven Nemrud-hegy avagy Nimród-hegy; törökül: Nemrut Dağı, kurdul: Çiyayê Nemrûd; örményül: նեմրութ) Törökország keleti részén található Adıyaman közelében.
A hegyen különböző görög és perzsa istenek szobrait találjuk, mint például Héraklész, Zeusz, Ahura Mazdá (Oromasdes vagy Ormazd), Apollón vagy Mithrász. Itt található még Antiochus Teos kommagénéi király síremléke is, mely egy 8-9 méter magas szobor, amelyhez két oroszlán és két sas tartozik. A területen több szobormaradvány is található, melyek Antiochus perzsa és makedón elődeit ábrázolják. A szobrok jellegzetesen görög arcvonásokkal bírnak, de perzsa ruhát viselnek és a hajstílusuk is perzsa. Az egyik maradványon csillagok és bolygók találhatóak, melyek helyzetéből következtetni lehet az építés időpontjára, amit i. e. 62. július 7-ére tesznek. A vizsgálatok szerint a helyszínt asztronómiai és vallásos célokra is használhatták.
A Nemrut-hegyet és szobrait 1838-ban Helmut Von Moltke porosz királyi százados, a szultán katonai tanácsadója írta le először, aki az oszmán hadsereggel több terepfelmérő utat tett a Taurusz-hegységbe. Az 1880-as években Moltke tábornagy két régészeti expedíciót küldött a helyszínre, az elsőt Otto Puchstein (1856–1911), a másodikat a Pergamon-oltárt korábban feltáró Carl Humann (1839–1896) vezetésével. A kutatások eredményét Humann 1883-ban részletesen publikálta. A síremléket feltárták, de Antiochus sírját nem találták meg. Mindezek ellenére továbbra is úgy tartja a hiedelem, hogy itt van eltemetve. A világ közvéleményének figyelmét a német Friedrich Karl Dörner (1911–1992) és az amerikai Theresa Goell (1901–1985) régészeti munkássága irányította a hegyre. (Goell asszony hamvait, életében tett végakarata szerint, 1985-ben a hegy tetején szórták szét).
Adıyamantól 65 km-re északkeletre a Nemrut-hegy egyik 2206 m-es magasságban fekvő teraszán török és német régészek fedeztek fel történelmi emlékeket. Az i.e. I. sz.-ban e vidéken virágzott a Kommagéné királyság. Egyik királyának, I. Antiokhosznak (i.e. 69-36) a monumentális mauzóleuma és egy szabadtéri szentély mellett egy sor gigantikus istenszobor, szobortorzó, állatszobor található.
1987-ben a Nemrut-hegy felkerült az UNESCO Világörökségi listájára.

## Galéria

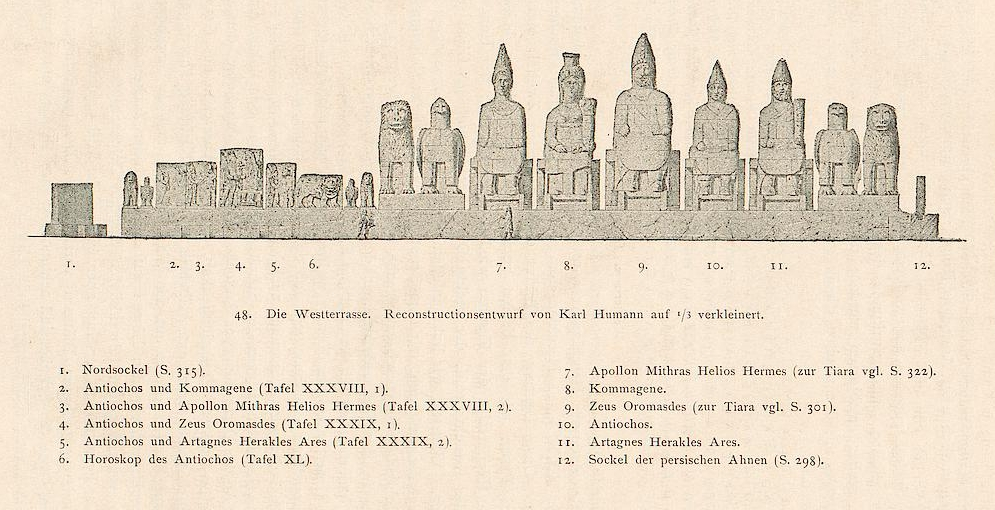
Az istenek szobrai
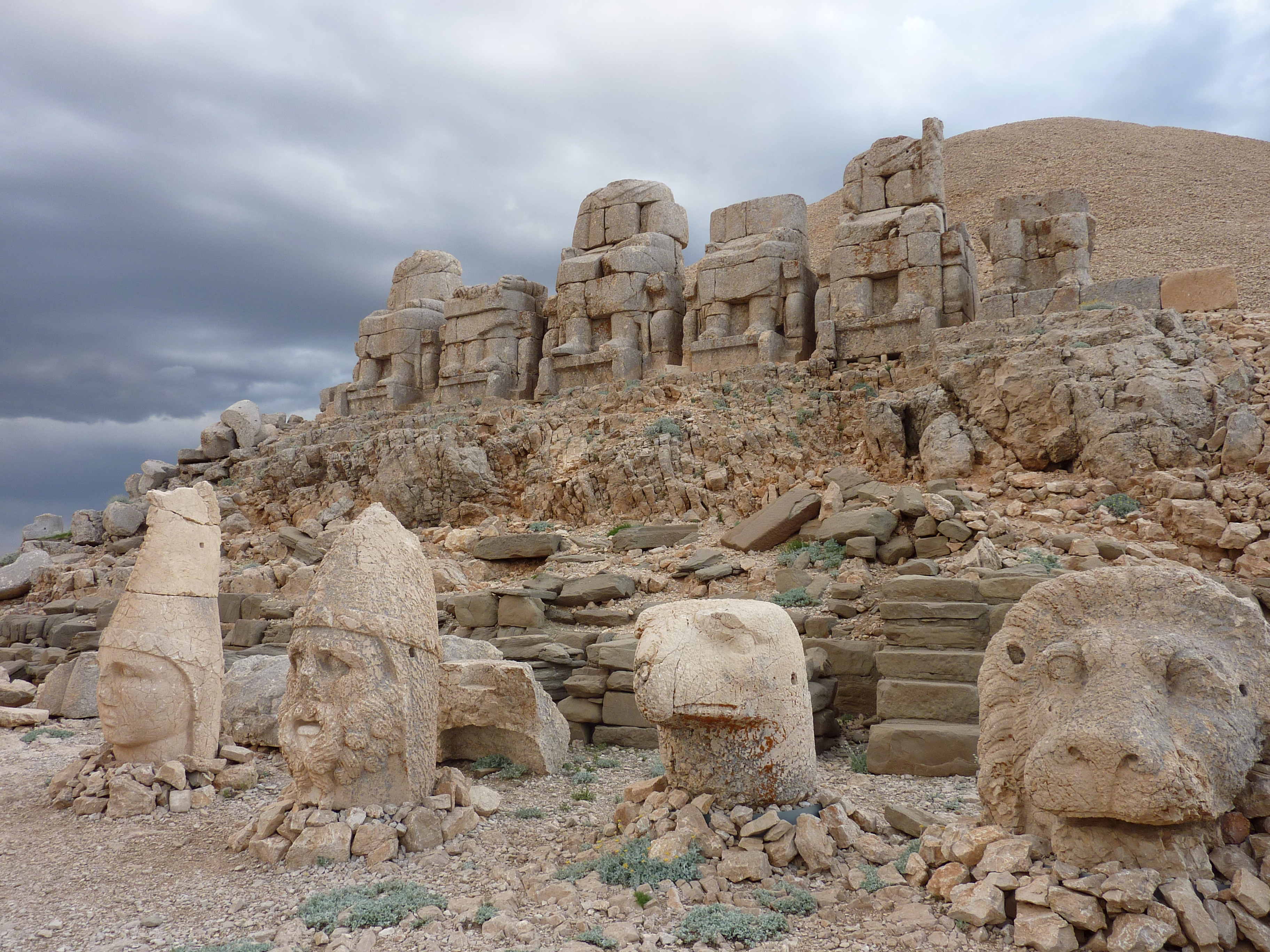
A fejek elválva a testektől
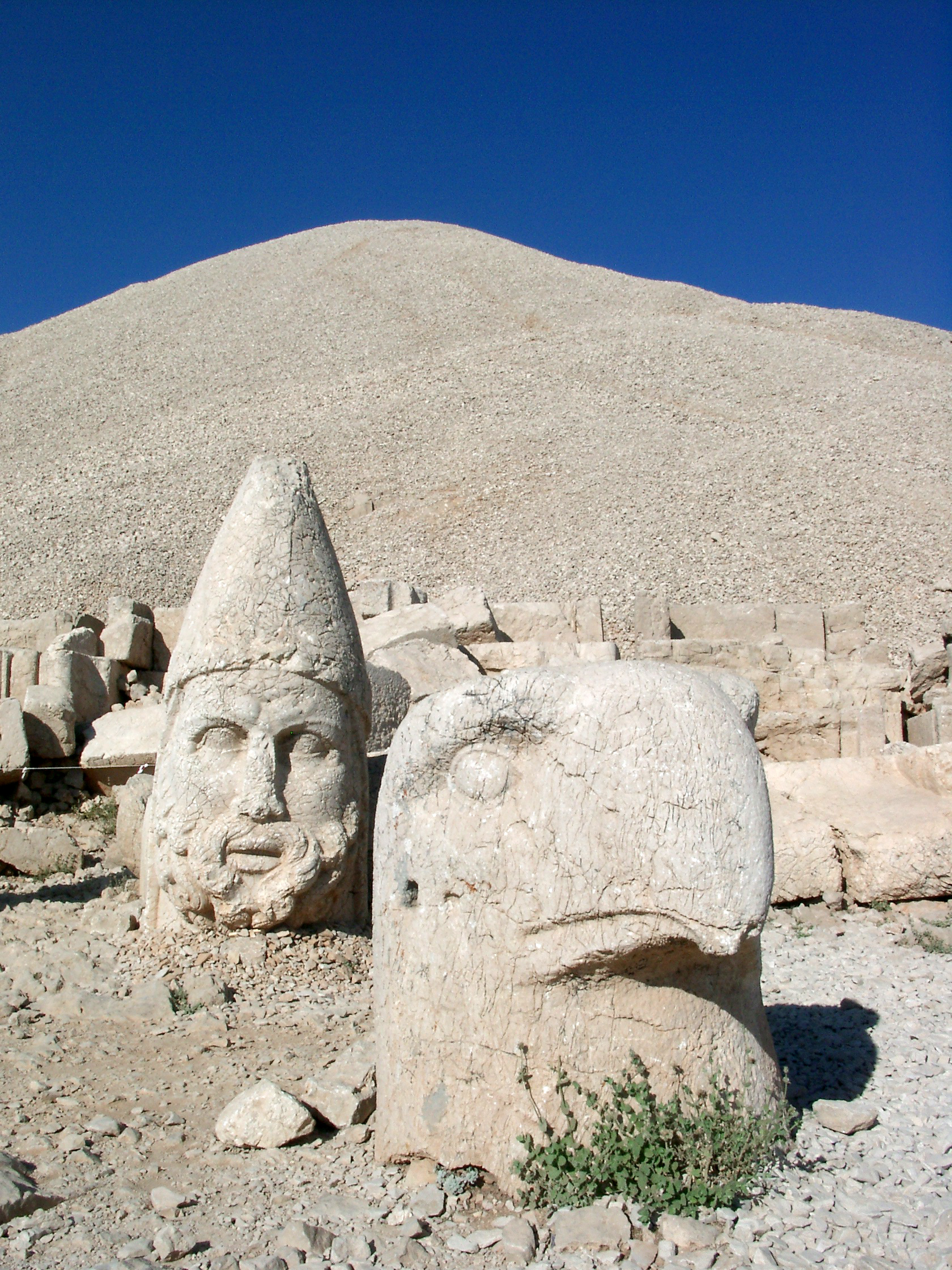
Az istenek fejszobrai
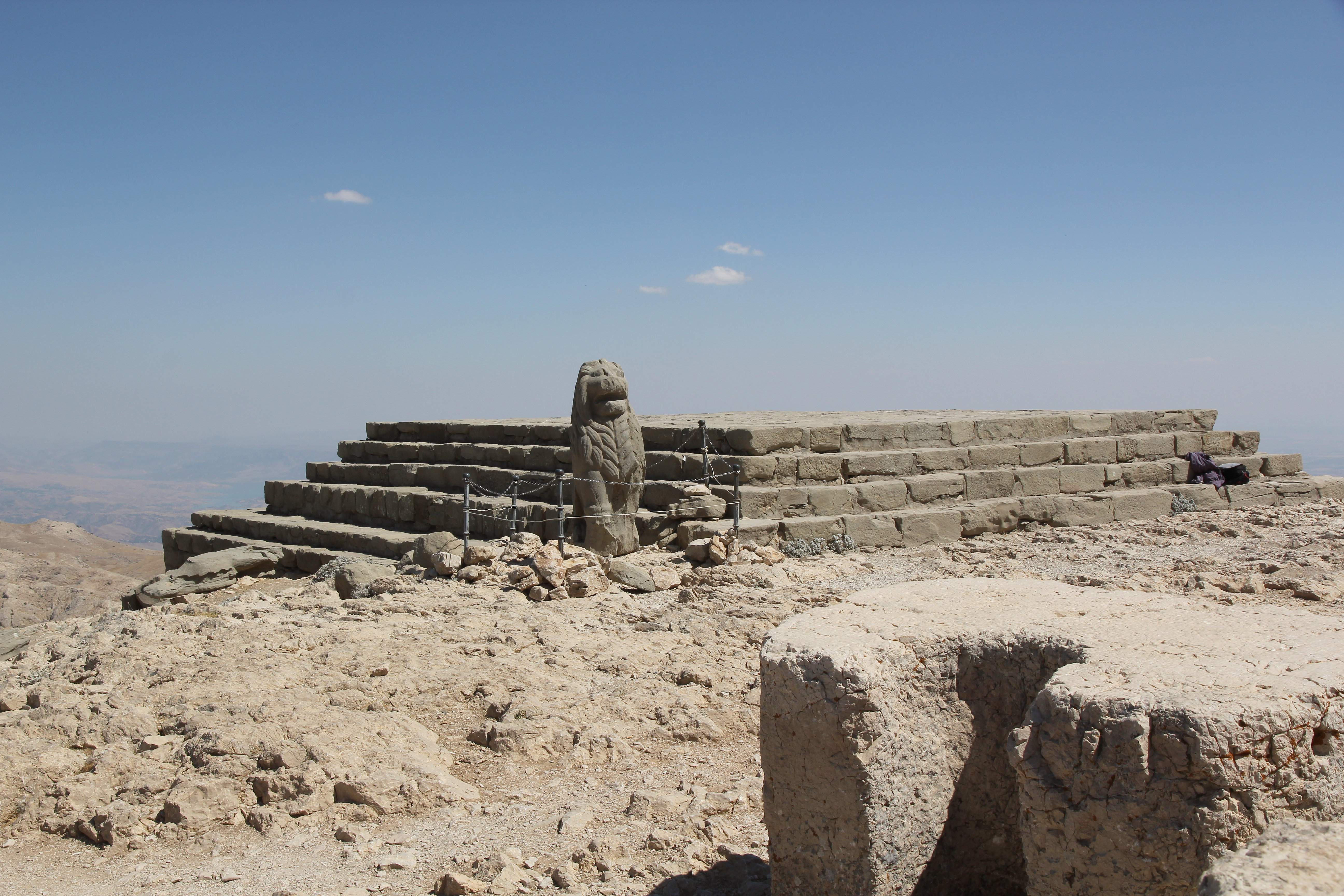
Áldozati hely talapzata
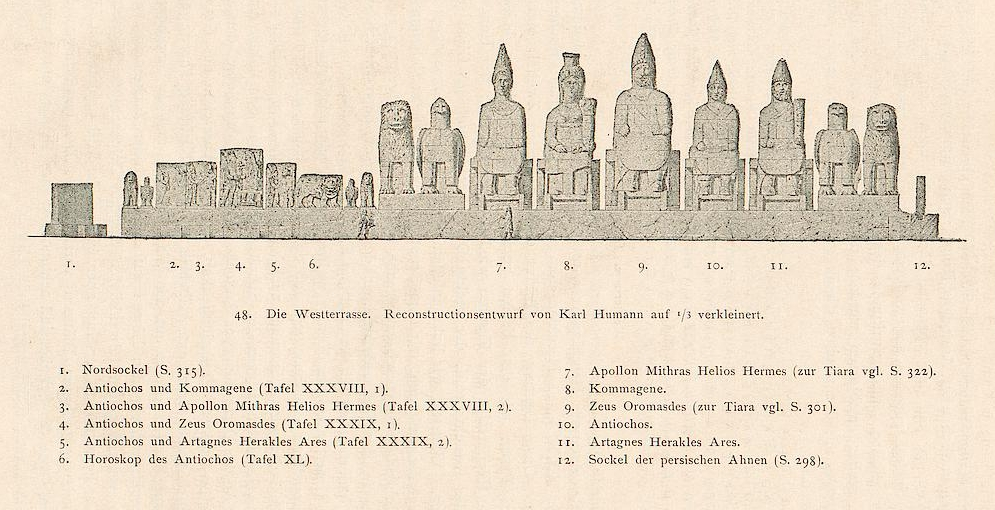
Az istenszobrok eredetileg